# Glympis anaitisalis
Glympis anaitisalis là một loài bướm đêm trong họ Erebidae.